# Lispe desjardinsii
Lispe desjardinsii este o specie de muște din genul Lispe, familia Muscidae, descrisă de Macquart în anul 1851. Conform Catalogue of Life specia Lispe desjardinsii nu are subspecii cunoscute.